# 1. FC Kattowitz
1. FC Kattowitz was een Duitse voetbalclub uit de Opper-Silezische stad Kattowitz, dat tegenwoordig het Poolse Katowice is.

## Geschiedenis

### FC Preußen Kattowitz

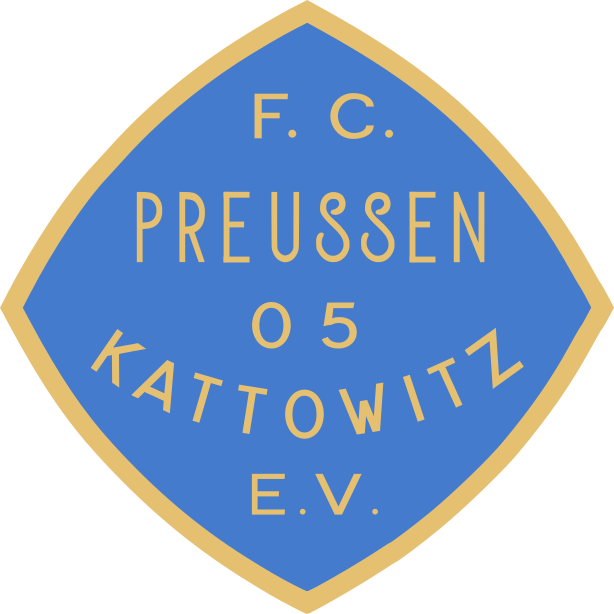
FC Preußen 05 Kattowitz

De club werd op 5 februari 1905 opgericht door de broers Emil en Rudolf Fonfara als FC Preußen Kattowitz. Ongeveer gelijktijdig met Preußen werden ook stadsrivalen Germania Kattowitz en Diana Kattowitz opgericht. Zij richtten de Kattowitzer Ballspiel-Verband (voetbalbond van Kattowitz) en de club werd kampioen in het enige kampioenschap dat georganiseerd werd.
Het volgende seizoen ging de club in het kampioenschap van Opper-Silezië spelen, een onderdeel van de Zuidoost-Duitse voetbalbond en werd meteen kampioen. In de eindronde verloor de club in de kwalificatie van ATV Liegnitz. Het volgende seizoen nam de club weerwraak op Liegnitz en won met 3-1 en plaatste zich zo voor de finale, waarin ze verloren van VfR 1897 Breslau. Ook in 1908/09 won de club eerst van Liegnitz en verloor dan in de finale van SC Alemannia Cottbus.
Nadat de stadsrivalen enkele jaren het roer overnamen won de club opnieuw in 1912/13. De club stootte opnieuw door naar de finale waarin ze wonnen van Askania Forst met 1-2, maar na protest moest de wedstrijd herspeeld worden en deze keer won Askania met 4-0. Door het uitbreken van de Eerste Wereldoorlog werden de activiteiten enkele jaren gestaakt. Na de oorlog kon de club in 1921 nog stadskampioen worden, maar in de Opper-Silezische eindronde werden ze laatste.
In maart 1921 vond er een volksplebisciet plaats in Opper-Silezië, waarin de bevolking zich moest uitspreken voor een verblijf in Duitsland of een aanhechting aan de nieuwe Poolse Republiek, waar Kattowitz bijna aan grensde. Een overgrote meerderheid in de stad koos voor Duitsland, maar omdat de omliggende dorpen wel allemaal voor Polen kozen en men geen exclaves wilde werd besloten om Kattowitz toch aan Polen af te staan in 1922. De club nam in 1921/22 wel nog deel aan de competitie en werd Opper-Silezisch kampioen. In de Zuidoost-Duitse eindronde eindigde de club samen met de Vereinigte Breslauer Sportfreunde en FC Viktoria Forst op de eerste plaats. Omdat er tijdsnood was voor de nationale eindronde aanbrak werd beslist dat Preußen daar niet naartoe mocht omdat ze feitelijk al niet meer tot Duitsland behoorden. Nadat Viktoria Forst de wedstrijd voor de eindronde won werd er later toen de club uitgeschakeld werd alsnog voor de Zuidoost-Duitse titel gespeeld, al verloor Preußen daar met zware cijfers van de Breslauer Sportfreunde.

### 1. FC Kattowitz/1. FC Katowice
De naam van de stad Kattowitz veranderde in Katowice en de club moest gedwongen de Poolse naam I Klub Piłkarski aannemen en mocht niet meer deelnemen aan de Duitse competitie. Later slaagde de club er toch in om de naam Erster Fussball-Club Katowice aan te nemen. In 1927 werd er in Polen voor het eerst een degelijk kampioenschap georganiseerd met veertien clubs. 1. FC Katowice speelde mee voor de titel en in de beslissende wedstrijd verloor de club voor 15.000 toeschouwers met 0-2 op eigen veld van latere kampioen Wisła Kraków. Na nog een vijfde plaats in het volgende seizoen degradeerde de club in 1929.
In juni 1939 werd de club door de Poolse overheid ontbonden omdat ze de interesses van nazi-Duitsland zouden steunen. Enkele maanden later vielen de Duitsers Polen binnen en werd de club weer heropgericht. De club nam deel aan de Gauliga Schlesien, een van de hoogste klassen in Duitsland en werd vierde. Het volgende seizoen werd de Gauliga onderverdeeld in Neder- en Opper-Silezië. De club eindigde de volgende seizoenen in de lagere middenmoot. Na het einde van de Tweede Wereldoorlog werd Kattowitz opnieuw Pools en alle Duitse voetbalclubs werden ontbonden.
In 2007 werd een nieuwe club 1. FC Katowice opgericht die echter niets te maken heeft met de oude club.

## Erelijst
Kampioen Opper-Silezië
1907, 1908, 1909, 1913, 1922, 1932, 1945
Kampioen Kattowitz
1905